# چو یونگ پیل
چو یونگ پیل (کره‌ای: 조용필؛ زادهٔ ۲۱ مارس ۱۹۵۰) خواننده و ترانه‌پرداز اهل کره جنوبی است که یکی از تاثیرگذارترین چهره‌های موسیقی عامه در کره جنوبی به‌شمار می‌آید. او فعالیت خود را در سال ۱۹۶۸ به عنوان یکی از اعضای بند راک Atkins و در سال ۱۹۷۶ فعالیت انفرادی خود را با انتشار تک‌آهنگ موفق «Come Back to Busan Port» آغاز کرد. چو تاکنون ۱۹ آلبوم منتشر کرده و محبوبیت خود را در طی ۵۰ سال فعالیت حرفه‌ای حفظ کرده‌است. از چو یو یونگ پیل با لقب «پادشاه پاپ» کره جنوبی یاد می‌شود  و ترانه‌های او در جدول‌های موسیقی کره جنوبی در دهه‌های ۱۹۷۰، ۱۹۸۰، ۱۹۹۰ و ۲۰۱۰ در جایگاه شماره یک قرار گرفته است. او در سال ۲۰۱۳ توسط گالوپ کره به عنوان خواننده سال انتخاب شد.